# Żarzenie
Żarzenie – emitowanie światła przez rozgrzane ciała. Minimalna temperatura, w której dane ciało zaczyna się żarzyć, zależy od zdolności emisyjnej tego ciała.
Żarzenie może być wywołane na skutek wzrostu temperatury poprzez:
- dopływ ciepła z zewnątrz,
- zamianę energii elektrycznej na energię wewnętrzną na skutek przepływu prądu elektrycznego przez ciało,
- reakcję spalania, której nie towarzyszy płomień[1] (zob. też tlenie)

## Żarzenie stali
Stal zaczyna się żarzyć w sposób widoczny w ciemności w temperaturze ok. 400 °C. Wraz ze wzrostem temperatury rośnie moc emitowanego światła (jaśniejsze żarzenie) – zgodnie z prawem Stefana-Boltzmanna. Zmienia się również barwa emitowanego światła, zgodnie z prawem przesunięć Wiena, od barwy ciemnowiśniowej do światła białego.
Określenia „temperatura czerwonego żaru” lub „temperatura białego żaru” itp. stosowane są do przybliżonego opisania temperatury, w której rozgrzana stal emituje światło danej barwy.
| Temperatura [°C] | Kolor                 |
| ---------------- | --------------------- |
| 450–550          | czarny                |
| 600–650          | bardzo ciemnoczerwony |
| 700–750          | ciemnoczerwony        |
| 800–850          | wiśniowoczerwony      |
| 850–900          | pełny czerwony        |
| 950–1000         | jasnoczerwony         |
| 1050–1100        | ciemnopomarańczowy    |
| 1150–1200        | jasnopomarańczowy     |
| 1270–1300        | żółtobiały            |
| 1400–1550        | biały                 |

## Żarzenie jako źródło światła
W technice zjawisko żarzenia wykorzystywane jest w obwodach elektrycznych i elektronicznych jako źródło światła, np. w żarówkach, lub ciepła.
Przez cały wiek XIX i początek XX liczni badacze i wynalazcy (m.in. Davy, Edison, Swan, Łodygin, Coolidge) przeprowadzili wiele eksperymentów z zastosowaniem różnych materiałów jako żarzące się włókna; próbowano m.in. drutu z platyny oraz różnych zwęglonych włókien roślinnych. Najlepsze efekty dało wykorzystanie włókien bambusa, później jednak zaczęto do tego celu używać znacznie trwalszego drucika z wolframu. Od czasu wynalezienia lampy elektronowej żarzenie stanowi część obwodów w układach elektronicznych budowanych w oparciu o lampy próżniowe, przeznaczoną do podgrzewania katod tych lamp.

## Żarzenie w żarówkach

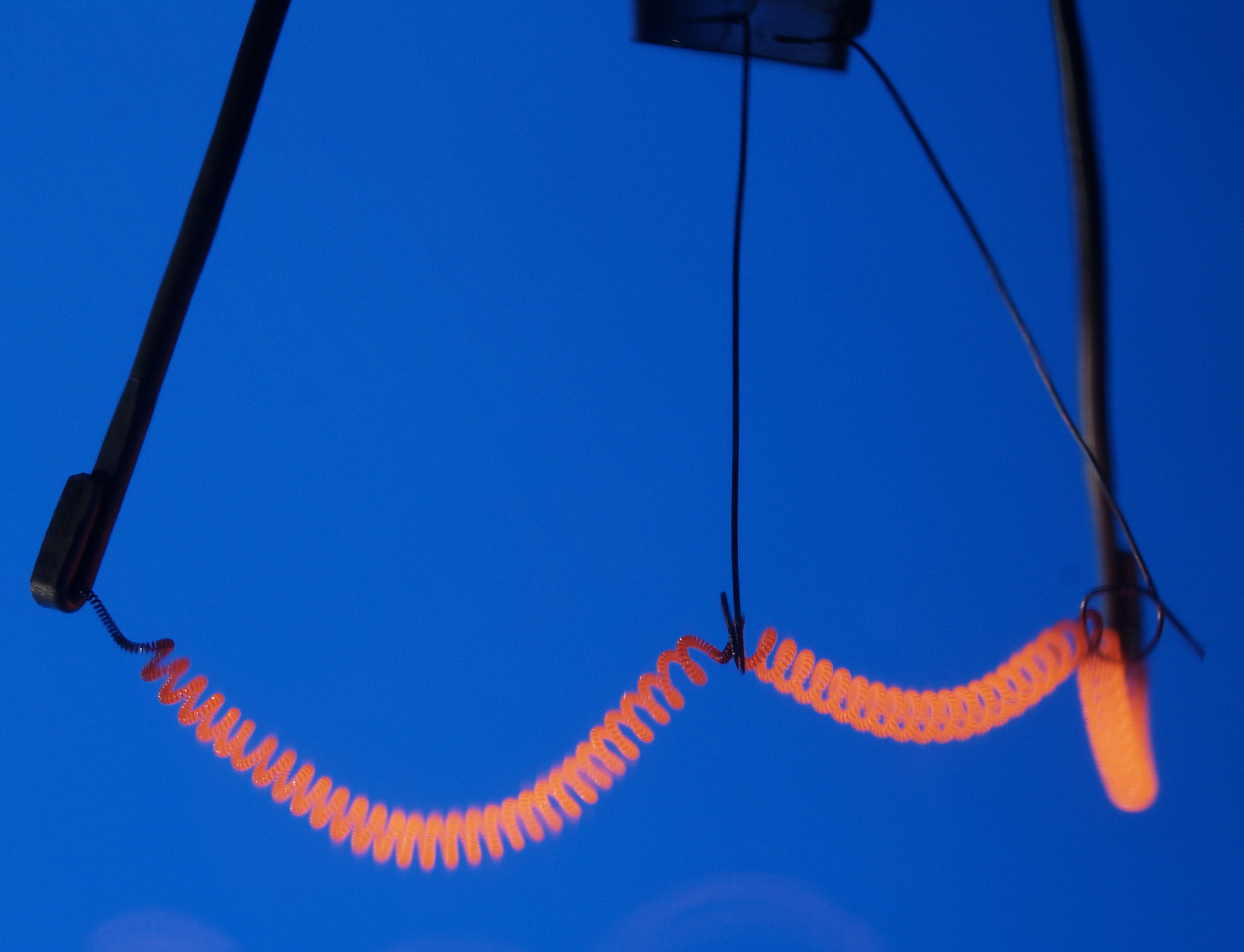
Żarzące się włókno żarówki

Najpowszechniej spotykane jest wykorzystanie prądu elektrycznego w żarnikach żarówek, tak próżniowych, jak i halogenowych. Temperatura pracy włókien żarzenia w żarówkach przekracza 2800 K i jest kompromisem pomiędzy jasnością i temperaturą barwową emitowanego światła a trwałością włókna. Moc elektryczna włókien żarzenia żarówek powszechnego użytku wynosi od poniżej jednego wata (dla żaróweczek używanych np. w latarkach kieszonkowych) do kilku tysięcy watów (żarówki niektórych wielkich reflektorów).
Tylko kilka procent mocy elektrycznej dostarczanej do włókna żarzenia żarówki zamienia się w światło widzialne; pozostała część emitowana jest pod postacią ciepła i rozpraszana jest w otoczeniu.

## Żarzenie elektronowych lamp próżniowych i gazowanych
| \| \| \| \| symbole diod: z lewej żarzonej bezpośrednio, z prawej – pośrednio \| \| |  |
|                                                                                     |  |
|                                                                                     |  |
| symbole diod: z lewej żarzonej bezpośrednio, z prawej – pośrednio                   |  |

Wszystkie lampy elektronowe próżniowe (oraz niektóre gazowane) wymagają do prawidłowej pracy dostarczania energii do ich katod po to, by zainicjować w nich emisję elektronów. Powszechnie stosowanym do tego celu sposobem jest podgrzewanie katod prądem elektrycznym. Podgrzewane katody są nazywane termokatodami. Wykorzystywana tu technologia jest bardzo podobna do tej, która stosowana jest w żarówkach próżniowych: wewnątrz szklanej bańki lampy znajduje się bardzo cienki drucik z metalu odpornego na bardzo wysokie temperatury (stosuje się w tym celu stop wolframu), tzw. włókno żarzenia, często – tak jak w żarówkach – dodatkowo zwinięty w rozciągniętą spiralkę. Przepływ prądu przez to włókno powoduje wzrost jego temperatury powyżej 1000 K, co wyzwala termoemisję elektronów z powierzchni drucika – w ten sposób skonstruowane są – historycznie najstarsze, choć niekiedy wciąż jeszcze stosowane – lampy bezpośrednio żarzone, tzn. takie, w których włókno żarzenia jest równocześnie katodą. W celu poprawienia emisji elektronów z powierzchni włókna pokrywano je torem albo tlenkami baru i strontu lub innych metali alkalicznych (takie rozwiązania nazywane są – odpowiednio – katodami torowanymi albo katodami tlenkowymi). Tak spreparowane katody mają nawet kilkanaście razy większą zdolność emisji elektronów, niż zwykłe wolframowe włókno żarzenia w takiej samej temperaturze.
Nieco później opracowano technologię konstrukcji lamp żarzonych pośrednio, tj. takich, w których wolframowy drucik podgrzewa izolowaną od niego elektrycznie katodę w postaci rurki, w której wnętrzu rozciągnięte jest włókno żarzenia. Rozwiązanie takie ma w porównaniu z poprzednim istotną zaletę polegającą na separacji galwanicznej obwodu żarzenia lampy od pozostałych obwodów, w których pracuje urządzenie lampowe. Skutkiem tego układy elektryczne urządzeń z lampami pośrednio żarzonymi są mniej skomplikowane niż te z lampami żarzonymi bezpośrednio. Dodatkowo, przy urządzeniach zasilanych z sieci energetycznej prądu przemiennego, lampy pośrednio żarzone wprowadzają do obwodów, w których pracują znacznie mniejszy przydźwięk sieci. Wadą żarzenia pośredniego jest konieczność dostarczenia większej mocy elektrycznej do podgrzania takiej katody.
Moc dostarczana do obwodów żarzenia lamp stosowanych w urządzeniach elektronicznych powszechnego użytku wynosi od poniżej jednego do kilkudziesięciu watów. W zastosowaniach specjalnych, przemysłowych (np. żarzenie lamp rentgenowskich albo lamp stosowanych w nadajnikach radiowych), stosowane bywają lampy o znacznie większej mocy obwodów żarzenia, z kolei do zastosowań w szczególnie oszczędnych urządzeniach bateryjnych, np. w technice wojskowej, stosowano miniaturowe lampy o poborze mocy kilkudziesięciu miliwatów (np. bezcokołową lampę typu DCF60 żarzoną prądem o napięciu 1,25 V i natężeniu 40 mA).
Przyjętych jest powszechnie kilka standardów obwodów żarzenia lamp elektronowych. Najczęściej stosowany w elektronice użytkowej standard to żarzenie prądem pod napięciem 6,3 V. W europejskim systemie oznaczeń lamp lampy takie oznaczane są pierwszą literą „E”. Lampy, których żarzenie zasilane jest prądem o napięciu 4 V oznaczane są literą „A”, natomiast przeznaczone do pracy w układach beztransformatorowych zasilanych z sieci energetycznej, gdzie włókna żarzenia wszystkich lamp połączone są szeregowo i płynie przez nie taki sam prąd – literą „P” dla prądu równego 300 mA lub literą „U” (100 mA). Rzadziej spotykane są lampy o prądzie żarzenia 50, 180, 200 lub 600 mA (oznaczane literami – odpowiednio – „V”, „B”, „C”, „X”) albo napięciu żarzenia 2 lub 5 V („K” lub „G”). Literą „D” oznacza się lampy przeznaczone do zasilania z baterii o napięciu – zależnie od konkretnego modelu lampy – 0,63 albo 1,2 albo 1,4 V.
Na schematach ideowych układów lampowych oraz na rysunkach identyfikujących wyprowadzenia poszczególnych elektrod lamp obwody żarzenia oznaczane bywają małą literą „f” (ang. filament – żarnik); w Polsce spotyka się w tych miejscach literę „ż”.